# Liste der Radiohersteller der Schweiz
Die Liste der Radiohersteller der Schweiz beinhaltet die wichtigsten gegenwärtigen und ehemaligen Radiohersteller, die auf dem Gebiet der Schweiz Radiogeräte hergestellt haben oder noch herstellen. Die Liste schliesst auch Hersteller ein, die keine eigene Marke oder eigenes Fabrikat herstellten, sondern in Lizenz arbeiteten, und Hersteller der Telefonrundspruch-Empfangs-Technologien (ein Verfahren, das in der Schweiz bis 1997 mittels Drahtfunk-Verfahren Rundfunkprogramme über Telefonleitungen verbreitete, um schlecht versorgte Bergregionen zu erreichen).

## Gegenwärtige Hersteller
- Revox, Gründung 1948, Regensdorf
- Thorens, Gründung 1883, Sainte-Croix, Unternehmenssitz seit Mai 2018 Bergisch Gladbach (DE)

## Ehemalige Hersteller
- Albiswerk, Zürich, ab 1931 begonnen als NF-Telefonrundspruch-Empfänger, bis 1956
- Autophon AG, Solothurn, ab 1931 ebenfalls Beginn mit NF-Telefonrundspruch-Geräten, später Zusammenschluss mit Hasler und Zellweger zur Ascom AG
- Biennophone, Biel/Bienne, ab 1925 Grammophon und Radio Herstellung
- Dewald & Sohn (Deso), ab 1933 Lizenz-Produktion für SABA, ab 1934 eigene Marke Deso, 1955 Produktionsende
- Jura (Philips), La Chaux-de-Fonds, Variation von Philips-Modellen für Firma Seyffer in Zürich, ca. bis 1945
- Komet Radio AG, Mitlödi, 1932 zunächst begonnen mit einem Kurzwellen-Vorsatzgerät, ab 1935 eigene Radios, Zusammenarbeit mit Lenco und Zulieferer für Ex Libris (schweizerisches Unternehmen), seit den 1980er Jahren akustische Messanlagen sowie Tonstudio-Einrichtungen
- Radio Leyvraz, Genton & Cie, Lausanne, gegründet 1927. Kleiner Hersteller-Verkäufer und Importeur von Radios. Eigenkonstruktion des Super L.G.8 und von sechs Röhrenempfängern.[1]
- Maxim, Aarau, Bau von Radio- und Experimentiergeräten von 1923 bis 1927 unter der Ägide des Radio-Pioniers Hans Zickendraht, Basel
- Medialux (Philips), Zürich, Verkaufsorganisation für die Marke Médiator (Philips), ebenfalls La Chaux-de-Fonds, bis 1955 (TV-Produktion bis Januar 1973)
- Niesen, Constructions électriques et mécaniques (CEM), Neuenburg, Gründung August 1936, Beginn mit NF-Telefonrundspruch-Geräten, später auch Echophone-Radios für Apco, ab 1940 Eigenmarke Niesen. Ende der Radioproduktion 1951, nur noch Teileproduktion. Dezember 1967 erlischt die Firma komplett.
- Paillard, Gründung 1814 für Musikdosen, später führend für Grammophone und ab 1920 Schreibmaschinen Hermes, ab 1932 dann Radio-Produktion, Sitz Yverdon, Produktion Sainte-Croix, und unter der Marke Bolex Filmapparate.
- Sondyna AG, Zürich-Effretikon, Gründung ca. 1930 mit der Vertretung von Loewe Deutschland (bis 1938 unter der Firma Hans Kull), ab 1934 Lieferschwierigkeiten bei Loewe, womit die eigene Produktion ab 1935 ins Rollen kam, Blüte in den 1940er Jahren unter Willi Studer, Konkurs August 1981
- Sport AG, ab 1925 Phonographen der Marke Biennophone, ab 1932 insbesondere Telefonrundspruch-Empfänger, ab 1933 Radios, Konkurs 1988
- Titan AG, ab 1933 zunächst Vertretung der österreichischen Marke Minerva, von 1936 bis 1950 Lizenz-Produktion dieser Marke, dann ab 1942 Eigenentwicklung unter dem Namen Titan. 1951 letzte Entwicklung, 1953 Auslieferungs-Ende
- Zellweger AG, Uster, Gründung 1875, anfänglich v. a. Telefonapparate (militärisch und zivil), Produktion von Radiogeräten unter Nutzung der Marconi-Patente bis Mitte der 1920er Jahre, später Textilmaschinen und Industrieelektronik, 1987 Fusion mit Autophon und Hasler zur Ascom, 1993 Fusion mit Luwa, 2003 Aufteilung in Textilelektronik als Uster Technologies AG und in Gaswarnsysteme (Zellweger Analytics) sowie Luft- und Klimatechnik (Luwa), 2005 Verkauf der beiden letzten Bereiche[2]